# Moussa N'Diaye
Moussa N'Diaye (Piré, 20 de Fevereiro de 1979) é um jogador de futebol senegalês.